# Pauldor
Pauldor – złota moneta niemiecka o wartości pistola bita w Meklemburgii przez księcia Pawła Fryderyka.